# Boogie-woogie
Boogie-woogie – styl gry fortepianowej zapoczątkowany przez Afroamerykanów, przeważnie w instrumentalnym bluesie, z charakterystycznymi, mocnymi figurami basowymi. Rozwinął się po 1920 roku w Chicago i St. Louis.
Styl wywodzi się z instrumentalnego bluesa, przy czym często w pierwszej fazie jego rozwoju zdarzały się formy pograniczne, sąsiadujące ze stylem ragtime oraz stride piano. Utworem przełomowym jest Pinetop's Boogie (1928) autorstwa Pinetopa Smitha, ponieważ występuje tu po raz pierwszy nazwa tego stylu. Figury basowe i melodyjne bywają bardzo żywe, powodując u słuchaczy wesoły nastrój. 
Od niego swoją nazwę wziął swingujący taniec towarzyski pochodzący od tańca boston. Jest to taniec bardzo dynamiczny, o dużym zakresie ruchów. Obecnie tańczony zarówno do stylu muzycznego boogie-woogie, jak i, częściej, do rock and rolla. 
Głównymi przedstawicielami boogie-woogie byli Albert Ammons, Meade Lux Lewis oraz Pete Johnson. Grywali często razem, a ich legendarnym koncertem był wspólny występ w Nowym Jorku w Carnegie Hall (1938). Po tym wydarzeniu odźwierni musieli rzekomo poprosić niektórych uczestników koncertu, by zeszli z żyrandoli, na które się powspinali.
Dzisiejsi pianiści boogie-woogie wzorują się na stylu wymienionych wyżej artystów. Styl ten przeżył znaczący renesans od początku lat 70. ubiegłego stulecia, szczególnie w Austrii, Niemczech, Wielkiej Brytanii, Francji, Belgii i Holandii. Głównymi przedstawicielami boogie-woogie dziś są Axel Zwingenberger, Vince Weber, Nico Brina, Jörg Hegemann, Christian Bleiming, Michael Pewny, Christoph Steinbach, Frank Muschalle, Jean Bertrand, Martijn Schook, Silvan Zingg, Jools Holland, Henning Pertiet, Brendan Kavanagh oraz Terry Miles.